# Pauls’sches Haus

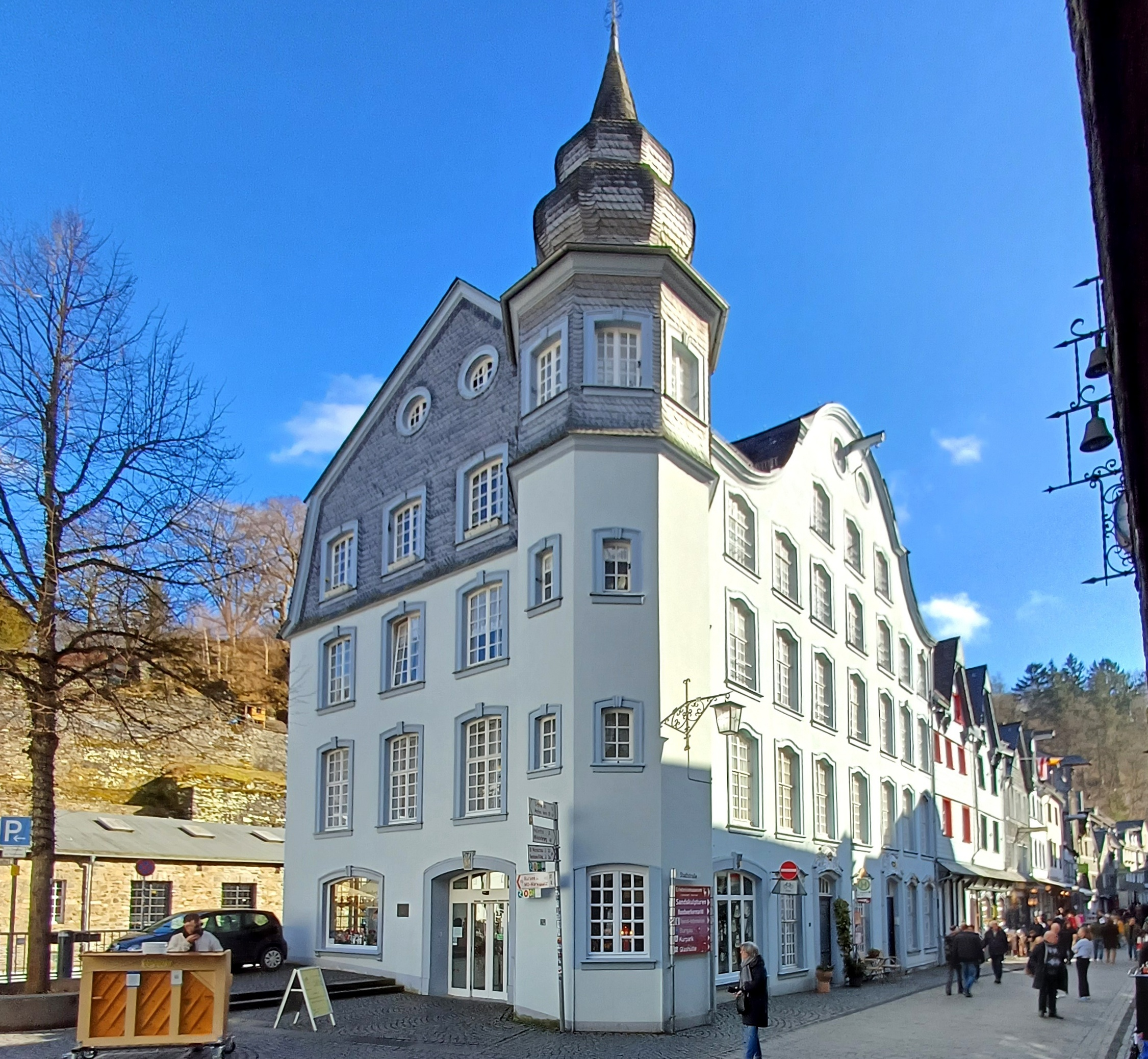
Pauls’sches Haus (2012)

Das Pauls’sche Haus ist ein typisches repräsentatives Monschauer Bürgerhaus, das in der zweiten Hälfte des 18. Jahrhunderts im Stil des Rokoko maßgeblich umgebaut wurde. Bauherr war Paul Christoph Scheibler. 1824 wurde das Haus von Hermann Pauls erworben, von dem es seinen heutigen Namen erhielt. Seit 1921 ist es in städtischem Besitz. Das Haus mit der Hausnummer 1 bis 3 liegt an der Stadtstraße direkt an der Rur und ist unter der Denkmalnummer 25 im Monschauer Denkmalverzeichnis eingetragen.

## Geschichte
Ein Doppelhaus an dieser Stelle wurde erstmals 1470 erwähnt und in Urkunden als „Prioratshaus“ des Klosters Reichenstein bezeichnet. Im Jahr 1757 erwarben Bernhard Georg von Scheibler (1724–1786) und Paul Christoph Scheibler (1726–1797), die beiden ältesten Söhne des Tuchfabrikanten Johann Heinrich Scheibler, das alte Gebäude. Bernhard Georg war ein Jahr zuvor als erfolgreicher Manager der Fabrikfilialen in der Grafschaft Mark nach Monschau zurückgekehrt, wo er dann zusammen mit seinem Bruder Paul Christoph zunächst in den väterlichen Betrieb einstieg und diesen nach dem Tod des Vaters im Jahr 1765 auch übernahm. Insofern machte es also Sinn, dass beide Brüder das Doppelhaus bezogen, das sie zu diesem Zweck zwischen 1760 und 1764 aufwändig restaurieren und nach ihren Vorstellungen als repräsentatives Wohn- und Geschäftshaus umbauen und erweitern ließen. Im Jahr 1824 erwarb der Bürger Hermann Pauls den Komplex, dessen Nachkommen es noch bis 1907 bewohnten. Nach einigen Jahren des Leerstandes übernahm es schließlich im Jahr 1921 die Stadt Monschau und ließ es als Mehrfamilienwohnhaus mit Geschäftsräumen umbauen.

## Baucharakteristik

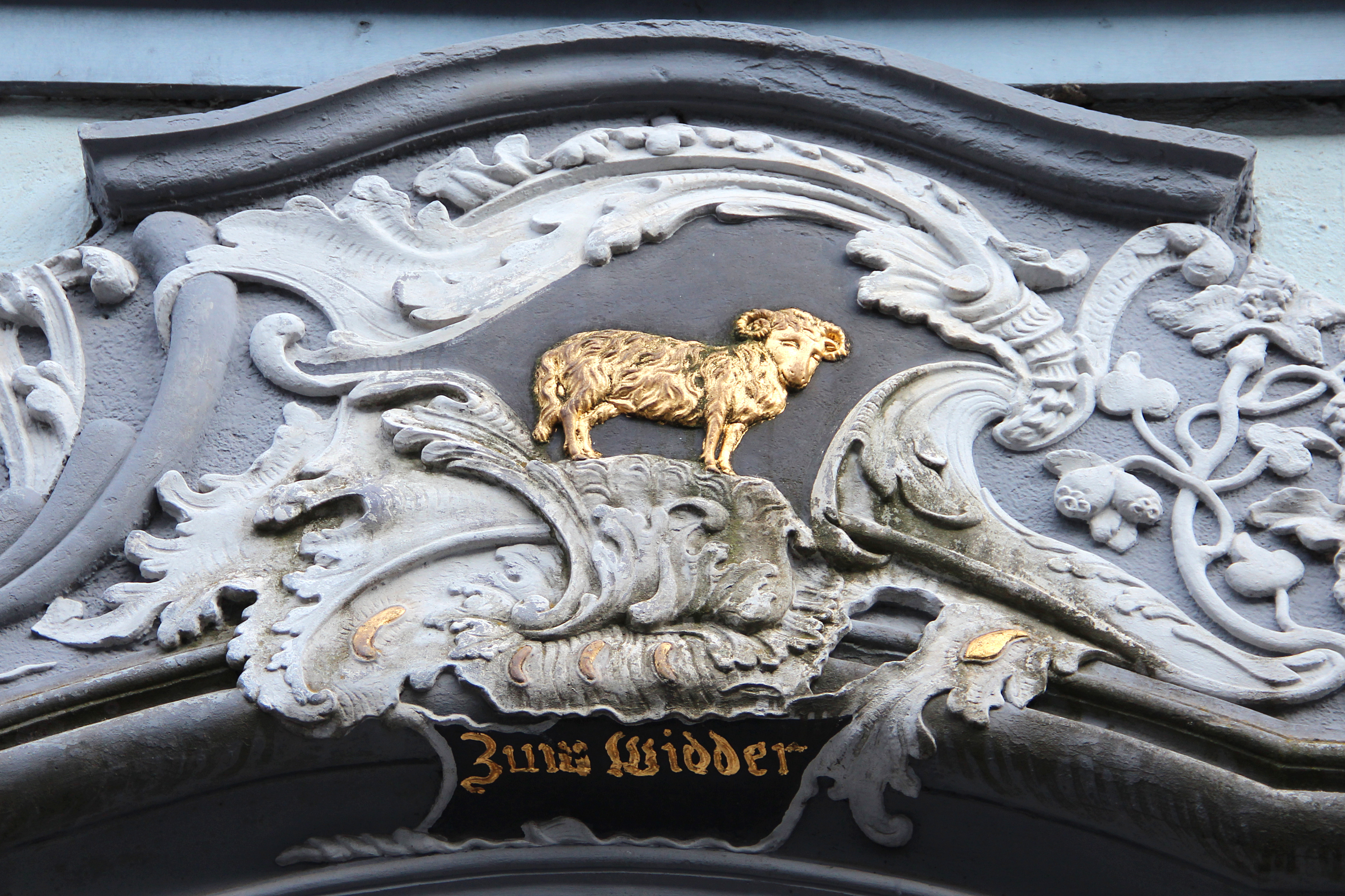
Widdersymbol im Türsturz

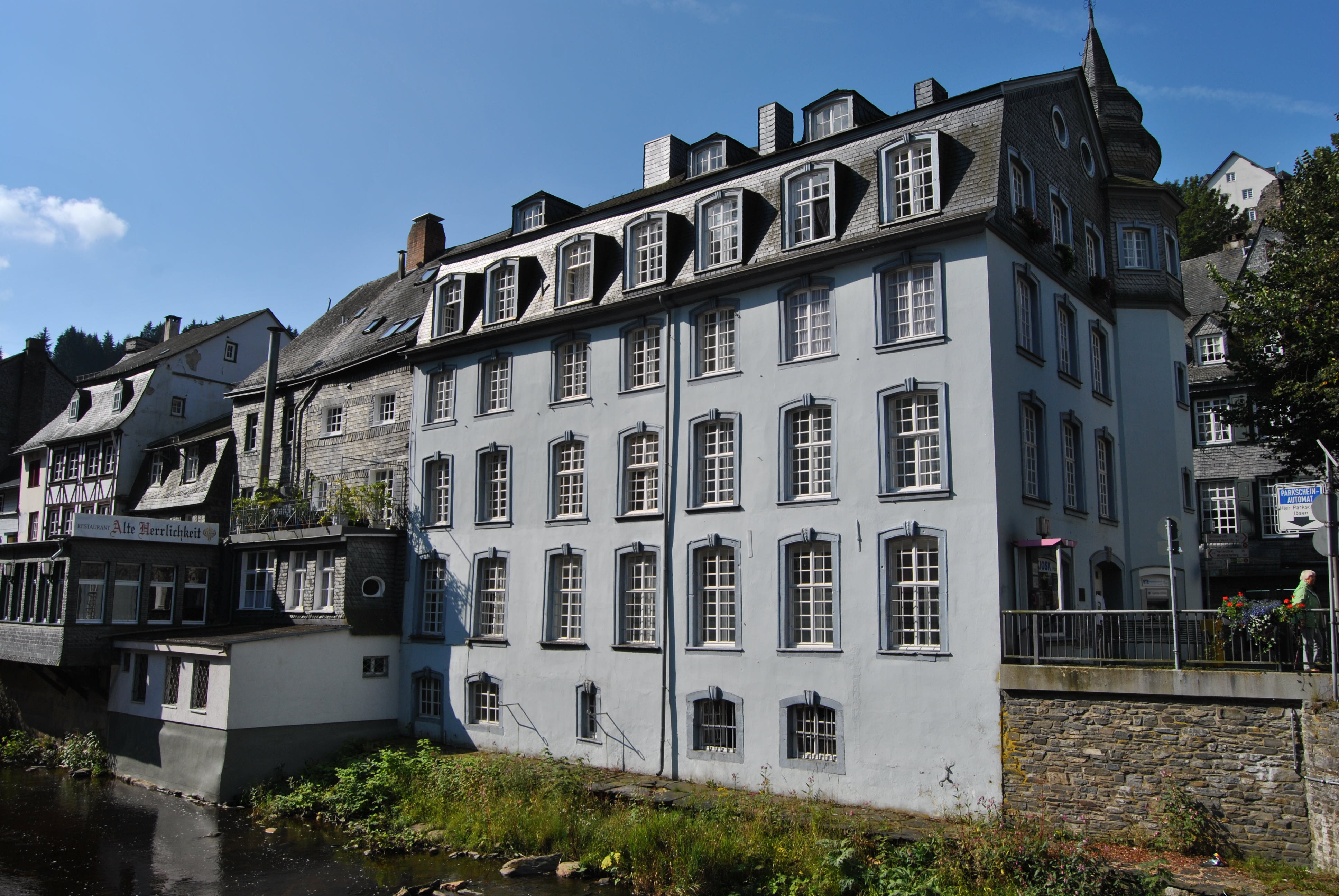
Pauls'sches Haus zur Rurseite

Das Doppelhaus Stadtstraße/Rurstraße zeigt sich zur Rurstraße hin als sechsgeschossiges, siebenachsiges und giebelständiges Gebäude mit weiß verputzten Wänden, dessen beide Obergeschosse im abgerundeten Giebel liegen. Im Untergeschoss befinden sich die beiden Eingangstüren, über deren geschwungenem Sturz in einem Wappenfeld ein goldener Widder, das Wappentier der Familie Scheibler aufgetragen ist. Bis auf die beiden Rundfenster im oberen Giebelgeschoss sind sämtliche Fenster und Türen segmentbogenartig gestaltet und als Sprossenfenster gegliedert sowie mit Blausteinrahmungen versehen. Wie bei vielen Häusern in Monschau ragt auch beim Pauls'schen Haus unter der Giebelkuppe ein Kragträger für einen Seilzug heraus, der darauf schließen lässt, dass die Giebelräume früher zum Lagern von Wolle und anderen Waren genutzt wurden.
Die Kopfseite zur Rustraße gliedert sich dreiachsig und fünfgeschossig mit einem abgewinkelten Spitzgiebel. Auch hier bilden die beiden Obergeschosse den Giebelbereich, der auf dieser Seite mit Schieferplatten abgedeckt ist. Die blausteinumrahmten Sprossenfenster mit hervorstehendem Schlussstein sind ebenfalls segmentbogenartig eingelassen und das Obergeschoss im Giebel hat wie zur Vorderseite ebenso nur zwei Rundfenster. Lediglich im Erdgeschoss befinden sich ein überbreites Geschäftsfenster und eine breite Rundbogentür, die auf eine ehemalige Toreinfahrt schließen lässt und in deren Schlussstein die Jahreszahlen „1470“, „1757“ und „1956“ eingraviert sind.
Am Eck zwischen den beiden Hausfluchten ist ein viergeschossiger und nach außen fünfseitiger Treppenturm mit einem aufgesetzten Zwiebelturm zwischengebaut, wobei das oberste Geschoss wie auch der Turm mit Schieferplatten verkleidet ist. Kleinere Segmentbogenfenster im Stil der anderen Gebäudefenster an zwei der Eckflächen des Treppenturmes und mit fünf im Turmobergeschoss bilden einen optisch harmonischen Übergang zwischen den beiden Gebäudefassaden.
Rückseitig zur Rur hin zeigt sich das Gebäude siebenachsig, fünfgeschossig und traufständig, wobei die beiden Obergeschosse im doppelstöckigen Mansarddach eingebaut sind. Ebenfalls ist rurseitig zu erkennen, dass das Haus auf einem massiven Kellergeschoss aufgebaut ist, das straßenseitig unter dem Niveau der Stadtstraße liegt, aber rückseitig bis an die Ufer der Rur reicht und mit fünf Segmentbogenfenstern ausgestattet ist. Alle anderen Fenster sind im Stil derer an der Stirnseite als Segmentbogenfenster mit Blausteineinrahmungen und hervorstehendem Schlussstein gestaltet.

## Quelle
- Schrifttafel am Haus